# Beth Orton

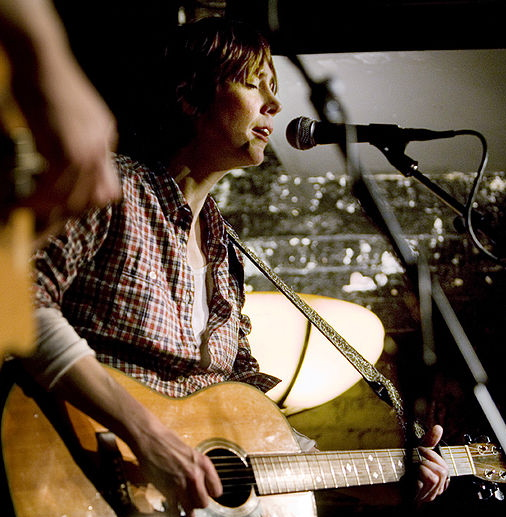
Beth Orton (2009)

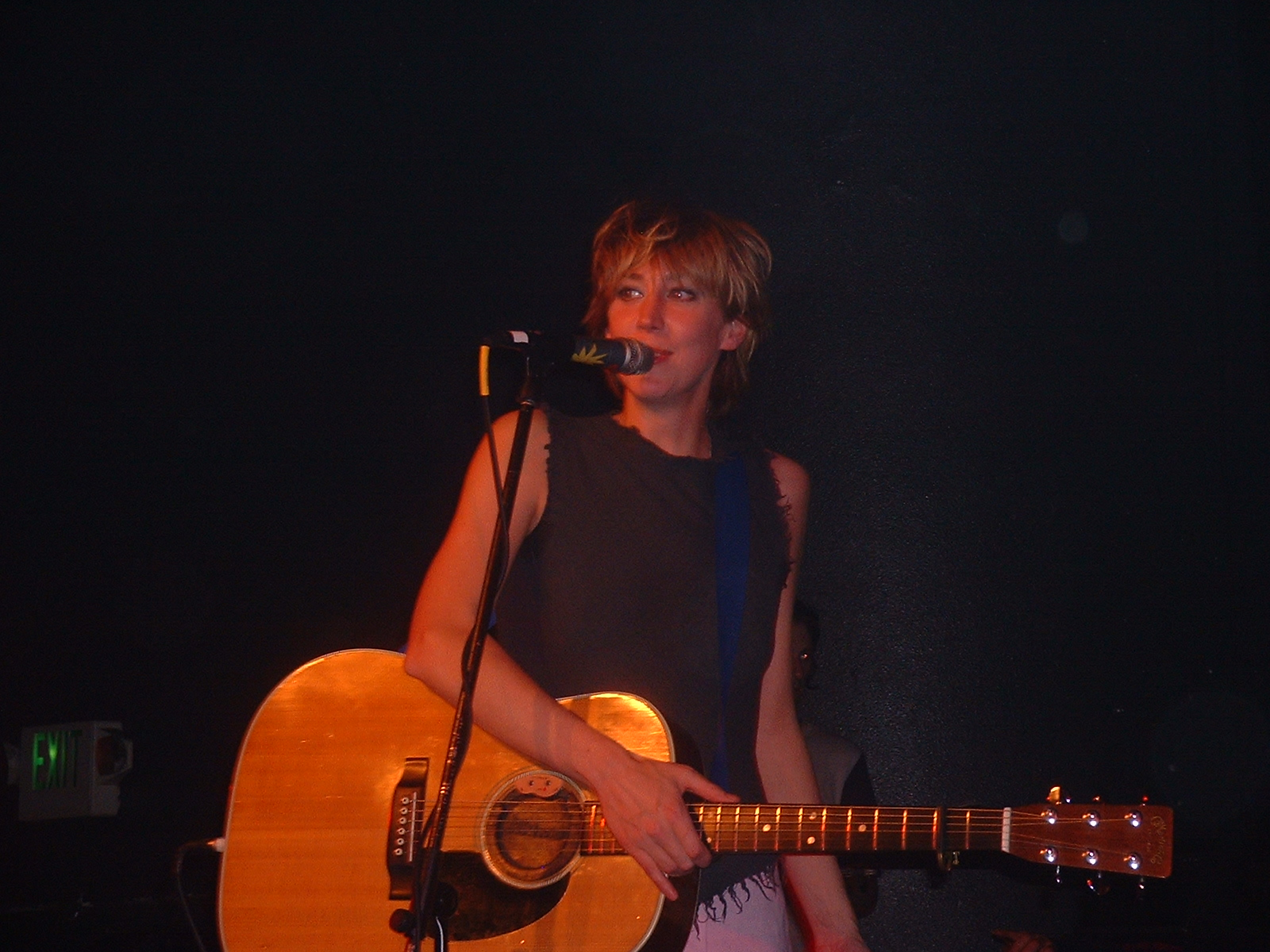
Beth Orton (2001)

Beth Orton (* 14. Dezember 1970 in East Dereham, Norfolk; geboren als Elizabeth Caroline Orton) ist eine britische Musikerin und Sängerin (Singer-Songwriter).

## Karriere
Ihre Musik kann den Genres Electronica (bis Pass in Time) mit Trip-Hop-Anklängen und Folk (besonders Comfort of Strangers) zugeordnet werden. Seit der zweiten Hälfte der 1990er Jahre war sie mehrfach in den britischen Charts, sowohl mit Singles als auch mit Alben, vertreten. Auf dem Album Exit Planet Dust von The Chemical Brothers sang sie das Lied Alive Alone; sie nahm auch mit Terry Callier und Bert Jansch auf.

## Diskografie

### Studioalben
| Jahr | Titel                | Höchstplatzierung, Gesamtwochen, AuszeichnungChartplatzierungen (Jahr, Titel, Platzierungen, Wochen, Auszeichnungen, Anmerkungen) | Höchstplatzierung, Gesamtwochen, AuszeichnungChartplatzierungen (Jahr, Titel, Platzierungen, Wochen, Auszeichnungen, Anmerkungen) | Höchstplatzierung, Gesamtwochen, AuszeichnungChartplatzierungen (Jahr, Titel, Platzierungen, Wochen, Auszeichnungen, Anmerkungen) | Höchstplatzierung, Gesamtwochen, AuszeichnungChartplatzierungen (Jahr, Titel, Platzierungen, Wochen, Auszeichnungen, Anmerkungen) | Höchstplatzierung, Gesamtwochen, AuszeichnungChartplatzierungen (Jahr, Titel, Platzierungen, Wochen, Auszeichnungen, Anmerkungen) | Anmerkungen                              |
| Jahr | Titel                | DE | AT | CH | UK | US | Anmerkungen                              |
| ---- | -------------------- | --- | --- | --- | --- | --- | ---------------------------------------- |
| 1996 | Trailer Park         | — | — | — | UK68 Platin · (16 Wo.)UK | — | Erstveröffentlichung: Oktober 1996       |
| 1999 | Central Reservation  | — | — | — | UK17 Gold · (20 Wo.)UK | US110 (11 Wo.)US | Erstveröffentlichung: 9. März 1999       |
| 2002 | Daybreaker           | — | — | — | UK8 Silber · (6 Wo.)UK | US40 (7 Wo.)US | Erstveröffentlichung: 16. Juli 2002      |
| 2006 | Comfort of Strangers | — | — | — | UK24 (3 Wo.)UK | US92 (5 Wo.)US | Erstveröffentlichung: 7. Februar 2006    |
| 2012 | Sugaring Season      | — | — | — | UK26 (2 Wo.)UK | US90 (2 Wo.)US | Erstveröffentlichung: 1. Oktober 2012    |
| 2016 | Kidsticks            | — | — | — | UK40 (1 Wo.)UK | — | Erstveröffentlichung: 27. Mai 2016       |
| 2022 | Weather Alive        | — | — | — | UK27 (1 Wo.)UK | — | Erstveröffentlichung: 23. September 2022 |

### Kompilationen
| Jahr | Titel                                   | Höchstplatzierung, Gesamtwochen, AuszeichnungChartplatzierungen (Jahr, Titel, Platzierungen, Wochen, Auszeichnungen, Anmerkungen) | Höchstplatzierung, Gesamtwochen, AuszeichnungChartplatzierungen (Jahr, Titel, Platzierungen, Wochen, Auszeichnungen, Anmerkungen) | Höchstplatzierung, Gesamtwochen, AuszeichnungChartplatzierungen (Jahr, Titel, Platzierungen, Wochen, Auszeichnungen, Anmerkungen) | Höchstplatzierung, Gesamtwochen, AuszeichnungChartplatzierungen (Jahr, Titel, Platzierungen, Wochen, Auszeichnungen, Anmerkungen) | Höchstplatzierung, Gesamtwochen, AuszeichnungChartplatzierungen (Jahr, Titel, Platzierungen, Wochen, Auszeichnungen, Anmerkungen) | Anmerkungen                              |
| Jahr | Titel                                   | DE | AT | CH | UK | US | Anmerkungen                              |
| ---- | --------------------------------------- | --- | --- | --- | --- | --- | ---------------------------------------- |
| 2003 | Pass in Time: The Definitive Collection | — | — | — | UK45 Silber · (3 Wo.)UK | — | Erstveröffentlichung: 20. September 2003 |

Weitere Alben
- 1993: Superpinkymandy
- 1997: Best Bit
- 2002: Concrete Sky
- 2003: The Other Side of Daybreak
- 2008: Discover

### Singles
| Jahr | Titel Album                           | Höchstplatzierung, Gesamtwochen, AuszeichnungChartplatzierungen (Jahr, Titel, Album, Platzierungen, Wochen, Auszeichnungen, Anmerkungen) | Höchstplatzierung, Gesamtwochen, AuszeichnungChartplatzierungen (Jahr, Titel, Album, Platzierungen, Wochen, Auszeichnungen, Anmerkungen) | Höchstplatzierung, Gesamtwochen, AuszeichnungChartplatzierungen (Jahr, Titel, Album, Platzierungen, Wochen, Auszeichnungen, Anmerkungen) | Höchstplatzierung, Gesamtwochen, AuszeichnungChartplatzierungen (Jahr, Titel, Album, Platzierungen, Wochen, Auszeichnungen, Anmerkungen) | Höchstplatzierung, Gesamtwochen, AuszeichnungChartplatzierungen (Jahr, Titel, Album, Platzierungen, Wochen, Auszeichnungen, Anmerkungen) | Anmerkungen                                                 |
| Jahr | Titel Album                           | DE | AT | CH | UK | US | Anmerkungen                                                 |
| ---- | ------------------------------------- | --- | --- | --- | --- | --- | ----------------------------------------------------------- |
| 1996 | She Cries Your Name Trailer Park      | — | — | — | UK40 (4 Wo.)UK | — | Erstveröffentlichung: 26. September 1996                    |
| 1997 | Touch Me with Your Love Trailer Park  | — | — | — | UK60 (2 Wo.)UK | — | Erstveröffentlichung: Januar 1997                           |
| 1997 | Someone’s Daughter Trailer Park       | — | — | — | UK49 (2 Wo.)UK | — | Erstveröffentlichung: 24. März 1997                         |
| 1997 | Best Bit                              | — | — | — | UK36 (3 Wo.)UK | — | Erstveröffentlichung: 14. Dezember 1997 feat. Terry Callier |
| 1999 | Stolen Car Central Reservation        | — | — | — | UK34 (2 Wo.)UK | — | Erstveröffentlichung: 22. Februar 1999                      |
| 1999 | Central Reservation                   | — | — | — | UK37 (2 Wo.)UK | — | Erstveröffentlichung: 13. September 1999                    |
| 2002 | Anywhere Daybreaker                   | — | — | — | UK55 (1 Wo.)UK | — | Erstveröffentlichung: November 2002                         |
| 2003 | Thinking About Tomorrow Daybreaker    | — | — | — | UK57 (1 Wo.)UK | — | Erstveröffentlichung: 31. März 2003                         |
| 2005 | Conceived Comfort of Strangers        | — | — | — | UK44 (2 Wo.)UK | — | Erstveröffentlichung: 29. November 2005                     |
| 2006 | Shopping Trolley Comfort of Strangers | — | — | — | UK87 (1 Wo.)UK | — | Erstveröffentlichung: 26. Juni 2006                         |

## Auszeichnungen
- Brit Awards: 2000 (beste britische Solo-Künstlerin)